# سوویکوویتسه (ناحیه روکیتسانی)
سوویکوویتسه (به چکی: Svojkovice) یک منطقهٔ مسکونی در جمهوری چک است که در ناحیه روکیتسانی واقع شده‌است. سوویکوویتسه ۵٫۷۷ کیلومتر مربع مساحت و ۳۷۹ نفر جمعیت دارد و ۳۹۴ متر بالاتر از سطح دریا واقع شده‌است.